# Брокстоу (община)
Община „Брокстоу“ (на английски: Broxtowe) е една от осемте административни единици в област (графство) Нотингамшър, регион Ийст Мидландс.
Населението на общината към 2008 година е 112 000 жители разпределени в множество селища на площ от 80.10 квадратни километра. Главен град на общината е Бийстън.

## География
Община „Брокстоу“ е разположена в югозападната част на област Нотингамшър по границата с графство Дарбишър. Заема малка гъсто населена площ, която е част от агломерацията „Голям Нотингам“.
Градове на територията на общината:
| град        | на английски | население |
| ----------- | ------------ | --------- |
| Бийстън     | Beeston      | 21 009    |
| Истууд      | Eastwood     | 18 612    |
| Стейпълфорд | Stapleford   | 16 910    |
| Кимбърли    | Kimberley    | 6849      |

## Демография
За седемгодишен период, от последното официално преброяване през 2001 година (показало 107 570 жители) до 2008 година с данни за 112 000 жители, населението на общината се е увеличило с 4430 души = 4,12%.
Разпределение на населението по религиозна принадлежност към 2001 година:
| религия          | на английски        | брой жители | %      |
| ---------------- | ------------------- | ----------- | ------ |
| Християни        | Christian           | 75 907      | 70,57% |
| Будисти          | Buddhist            | 342         | 0,3%   |
| Хиндуисти        | Hindu               | 615         | 0,6%   |
| Евреи            | Jewish              | 130         | 0,1%   |
| Мюсюлмани        | Muslim              | 928         | 0,9%   |
| Сикхи            | Sikh                | 664         | 0,6%   |
| Други            | Other               | 241         | 0,2%   |
| Атеисти          | No religion         | 20 451      | 19,02% |
| Запазена в тайна | Religion not stated | 8292        | 7,71%  |
| общо             |                     | 107 570     |        |